# Le Colosse (tableau)
Pour les articles homonymes, voir Colosse.
Le Colosse est un tableau attribué à Francisco de Goya et réalisé après 1808. La paternité de cette huile sur toile conservée au musée du Prado, à Madrid, a fait l'objet de longs débats.

## Inspiration de l'œuvre
Dans Le Colosse, un géant marche derrière les montagnes dans une allégorie clairement romantique, tandis que la foule fuit en désordre dans la vallée. Il existe une multitude d’interprétations.
Nigel Glendinning affirme que Le Colosse est basé sur le poème patriotique de Juan Bautista Arriaza Profecía del Pirineo, très diffusé parmi les résistants espagnols. Dans les vers 25 à 36 apparaît un Titan qui s'érige sur les Pyrénées, chaîne de montagne dont l’étymologie signifie « mont brûlé » et a été reflétée dans la tradition littéraire espagnole, comme on peut l'observer dans Fábula de Polifemo y Galatea de Luis de Góngora. Arriaza appelle le géant Polyphème « Ce Pyrénée » dans le vers 62. Le poème décrit des détails comme ceux des nuages qui entourent sa ceinture, une précision que le peintre a retranscrite dans le tableau :
« Ved que sobre una cumbre

de aquel anfiteatro cavernoso,

del sol de ocaso a la encendida lumbre

descubre alzado un pálido Coloso

que eran los Pirineos

basa humilde a sus miembros giganteos.

Cercaban su cintura

celajes de occidente enrojecidos,

dando expresión terrible a su figura

con triste luz sus ojos encendidos

y al par del mayor monte,

enlutando su sombra el horizonte. »
— Juan Bautista Arriaza, Profecía del Pirineo, dans Poesías patrióticas, Londres, T. Bensley, 1810, p. 27-40, v. 25-36.
        
« Voyez que sur un sommet

de cet amphithéâtre caverneux,

du sol couchant à la lueur éclatante

on découvre hissé un pâle Colosse

pour lequel les Pyrénées

sont une humble base pour ses membres gigantesques.

Entouraient sa ceinture

un ciel couvert d'occident rougi,

donnant l'expression terrible à sa figure

avec une triste lumière ses yeux enflammés

et égal au mont le plus haut,

endeuillant son ombre l'horizon. »
Le peuple espagnol est représenté comme un géant surgi des Pyrénées pour s’opposer à l’invasion napoléonienne, thème classique de la poésie patriotique de la Guerre d’indépendance.
Sa volonté de lutter sans armes, à mains nues, comme l'exprime Arriaza lui-même dans son poème Recuerdos del Dos de Mayo (« Souvenirs du Deux mai »):
« De tanto joven que sin armas, fiero

entre las filas se le arroja audaz »
— Juan Bautista Arriaza, Recuerdos del Dos de Mayo, dans Poesías patrióticas, Londres, T. Bensley, 1810, p. 63, IV.
        
« Tant de jeunes qui sans arme, fiers

entre les files se jettent audacieux »
Il met l'accent sur le caractère populaire de la résistance, en contraste avec la terreur du reste de la population, qui fuit dans toutes les directions, générant une composition organique typique du romantisme, à partir des mouvements et directions provenant des personnages de l'intérieur du tableau plutôt que de l’organisation et de la mécanique d’ensemble propre au néoclassicisme, où des axes des droites formées par les volumes et dues à la volonté rationnelle du peintre. Ici, les lignes de force éclatent pour désintégrer l'unité en plusieurs courses vers les bords du tableau.
Le traitement de la lumière, qui correspond plutôt au crépuscule, entoure et fait ressortir les nuages qui ceinturent le colosse, comme décrit dans le poème d'Arriaza. Cette lumière en biais, interrompue par les masses montagneuses, augmente la sensation de manque d'équilibre et de désordre.

## Paternité de l'œuvre
La paternité du tableau a toujours fait l'objet de débats. D'abord attribué à Goya, Manuela Mena, alors responsable de la collection du peintre au musée du Prado, retire en 2008 sa paternité à la faveur du peintre valencien Asensio Julià, élève de Goya, principalement grâce à la découverte de ce qui semblait être des initiales : « A J »,. Les traits décrivant la musculature du géant sont jugés trop grossiers pour être de Goya, de même que le paysage qui entoure la figure centrale ; enfin, un chevalier tombant de sa monture dans une direction qui contredit les lois de la physique ressemble à une erreur que le maître n'aurait pas commise, selon les experts. Tandis que Manuela Mena n'est pas sûre que la paternité soit à Julià, elle est certaine qu'elle n'est pas à Goya ; pour sa part, le plus haut responsable du musée, Miguel Zugaza, « n'a pas voulu strictement rejeter la paternité de Goya pour ce tableau, et invita à attendre la fin des investigations menées par les experts ».
D'un autre côté, le 1er juillet 2008, Nigel Glendinning montre une catégorique opposition déclarant à ABC : « Ce qu'il se passe est grave et triste ; le Prado admet des choses sans études suffisantes. » Glendinning réfute les arguments utilisés par Manuela Mena Marqués un par un, et en particulier celui qui est censé avoir le plus de poids : la supposée existence des initiales « A J » interprétées par la conservatrice du musée comme étant la signature d'Asensio Julià. L'hispaniste et expert de l'œuvre de Goya montre dans une ancienne photographie du tableau que là où Manuela Mena Marqués lit les initiales « A J », on peut « entrevoir clairement » un « 1 » et un « 7 », suivi d'un « 6 », qui forment le numéro « 176 », un numéro d'inventaire, selon l'expert britannique. D'autres spécialistes se positionnent également en faux, comme Jesusa Vega et Fodarada.

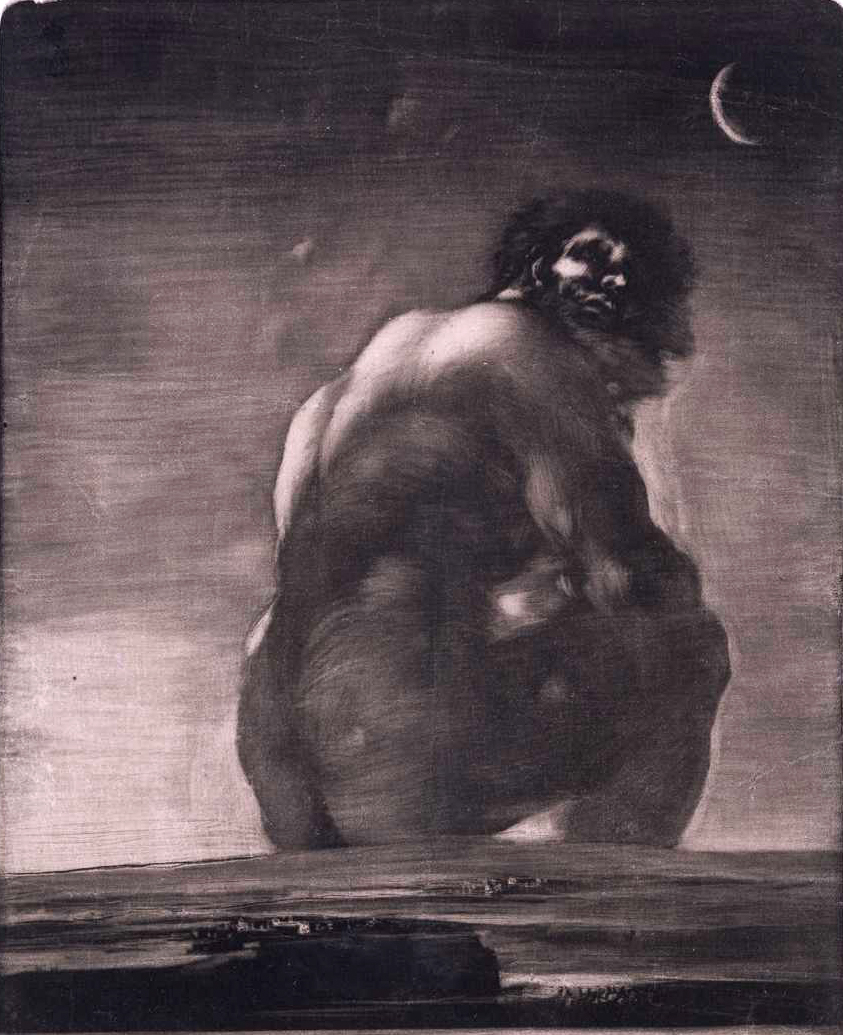
El Gigante, également appelée El Coloso, est une gravure de Goya hors-série et gravée vers 1814-1818 à l'aquatinte.

L'attribution proposée par les différents spécialistes est alors incertaine : d'Asensio Julià à « suiveur de Goya », en passant par « disciple de Goya ». Le 28 décembre, l'agence Europa Press informe que le musée du Prado émettra son rapport sur la paternité de l'œuvre dans le bulletin du mois de janvier 2009. L'analyse conclut finalement en disant que le tableau avait été peint par un « suiveur de Goya » indéterminé, sans pouvoir assurer qu'il s'agisse de Julià : Manuela Mena explique qu'il faudrait encore mener davantage d'études, notamment sur l'œuvre de l'artiste valencien.
En 2021, tandis que la collection des œuvres du XIXe siècle de l'institution est réaménagée, le catalogage du tableau change et le tableau est à nouveau officiellement attribué à Goya.
Le Colosse a été peint après 1808. Il est possible que ce soit la peinture identifiée comme Le Géant dans l'inventaire des biens de Goya en 1812, l'année où ils sont devenus la propriété de son fils, Javier Goya. Plus tard, le tableau a été en possession de Pedro Fernández Durán, qui a légué sa collection au Musée du Prado, où Le Colosse est exposé depuis 1931.[réf. souhaitée]

## Postérité
Le tableau fait partie des « 105 œuvres décisives de la peinture occidentale » constituant le musée imaginaire de Michel Butor.